# 세고비아 수도교
세고비아 수도교(스페인어: Acueducto de Segovia)는 스페인 세고비아에 있는 로마 시대의 수도교이다. 서기 1세기 경에 17km 떨어진 산속의 샘물을 도시의 분수대, 공중 목욕탕, 민가로 보내기 위해 건설되었으며 1973년까지 사용되었다. 167개의 아치가 있는 고가 구간은 가장 잘 보존된 로마의 수도교 중 하나이며, 세고비아의 휘장에도 들어가 있는 세고비아의 상징물이다. 1985년, 세고비아 구시가지와 함께 유네스코 세계문화유산으로 지정되었다.

## 역사
수로에는 판독 가능한 명문이 없기 때문에, 정확한 건축 연대를 알 수 없다.